# یوجی ایده
یوجی ایده (انگلیسی: Yuji Ide؛ زاده ۲۱ ژانویهٔ ۱۹۷۵) اتوموبیل‌ران فرمول ۱ اهل ژاپن است.